# Seznam kulturních památek v Bochově
Tento seznam nemovitých kulturních památek ve městě Bochov v okrese Karlovy Vary vychází z  Ústředního seznamu kulturních památek ČR, který na základě zákona č. 20/1987 Sb., o státní památkové péči, vede Národní památkový ústav jako ústřední organizace státní památkové péče. Údaje jsou průběžně upřesňovány, přesto mohou obsahovat i řadu věcných a formálních chyb a nepřesností či být neaktuální. 
Pokud byly některé části dotčeného území vyčleněny do samostatných seznamů, měly by být odkazy na tyto dílčí seznamy uvedeny v úvodu tohoto seznamu nebo v úvodu příslušné sekce seznamu.

## Bochov
|  | Kategorie „Maria column in Bochov “ na Wikimedia Commons | Hledat fotografie a kategorie ve Wikimedia Commons podle rejstříkového čísla památky | Nahrát snímek k tomuto tématu do úložiště Wikimedia Commons |  |

|  | Kategorie „Statue of John of Nepomuk in Bochov “ na Wikimedia Commons | Hledat fotografie a kategorie ve Wikimedia Commons podle rejstříkového čísla památky | Nahrát snímek k tomuto tématu do úložiště Wikimedia Commons |  |

|  | Kategorie „Water well in Bochov “ na Wikimedia Commons | Hledat fotografie a kategorie ve Wikimedia Commons podle rejstříkového čísla památky | Nahrát snímek k tomuto tématu do úložiště Wikimedia Commons |  |

|  | Kategorie „Fountain in Bochov “ na Wikimedia Commons | Hledat fotografie a kategorie ve Wikimedia Commons podle rejstříkového čísla památky | Nahrát snímek k tomuto tématu do úložiště Wikimedia Commons |  |

|  |  | Hledat fotografie a kategorie ve Wikimedia Commons podle rejstříkového čísla památky | Nahrát snímek k tomuto tématu do úložiště Wikimedia Commons |  |

|  | Kategorie „Náměstí Míru 33 (Bochov) “ na Wikimedia Commons | Hledat fotografie a kategorie ve Wikimedia Commons podle rejstříkového čísla památky | Nahrát snímek k tomuto tématu do úložiště Wikimedia Commons |  |

|  |  | Hledat fotografie a kategorie ve Wikimedia Commons podle rejstříkového čísla památky | Nahrát snímek k tomuto tématu do úložiště Wikimedia Commons |  |

|  |  | Hledat fotografie a kategorie ve Wikimedia Commons podle rejstříkového čísla památky | Nahrát snímek k tomuto tématu do úložiště Wikimedia Commons |  |

|  | Kategorie „Pražská 232 (Bochov) “ na Wikimedia Commons | Hledat fotografie a kategorie ve Wikimedia Commons podle rejstříkového čísla památky | Nahrát snímek k tomuto tématu do úložiště Wikimedia Commons |  |

|  | Kategorie „Church of Saint Michael (Bochov) “ na Wikimedia Commons | Hledat fotografie a kategorie ve Wikimedia Commons podle rejstříkového čísla památky | Nahrát snímek k tomuto tématu do úložiště Wikimedia Commons |  |

|  | Kategorie „Rectory in Bochov “ na Wikimedia Commons | Hledat fotografie a kategorie ve Wikimedia Commons podle rejstříkového čísla památky | Nahrát snímek k tomuto tématu do úložiště Wikimedia Commons |  |

|  | Kategorie „Hungerberg “ na Wikimedia Commons | Hledat fotografie a kategorie ve Wikimedia Commons podle rejstříkového čísla památky | Nahrát snímek k tomuto tématu do úložiště Wikimedia Commons |  |

|  | Kategorie „Hartenštejn Castle “ na Wikimedia Commons | Hledat fotografie a kategorie ve Wikimedia Commons podle rejstříkového čísla památky | Nahrát snímek k tomuto tématu do úložiště Wikimedia Commons |  |

|  | Kategorie „Church of Saints James (Bochov) “ na Wikimedia Commons | Hledat fotografie a kategorie ve Wikimedia Commons podle rejstříkového čísla památky | Nahrát snímek k tomuto tématu do úložiště Wikimedia Commons |  |

## Číhaná
| Památka                                | Fotografie                                                                 | Rejstříkové číslo v ÚSKP                                                             | Sídelní útvar                                               | Poloha                                                | Popis a poznámky |
| -------------------------------------- | -------------------------------------------------------------------------- | ------------------------------------------------------------------------------------ | ----------------------------------------------------------- | ----------------------------------------------------- | --- |
| Kaple svatých Jana a Pavla (Q36864270) | \| \| \| \| \| \|                                                          | 50179/4-5200 Pam. katalog MIS                                                        | Číhaná                                                      | náves, pp. 863/1 50°7′24,92″ s. š., 12°59′2,85″ v. d. | Obecní kaple sv. Jana a Pavla byla postavena patrně v 1. polovině 19. století. Drobná sakrální stavba obdélného půdorysu s trojbokým závěrem, sedlovou střechou a sloupkovou zvoničkou se zvonovitou stříškou. Památkově chráněno od 24. května 2000. |
|                                        | Kategorie „Chapel of Saints John and Paul in Číhaná “ na Wikimedia Commons | Hledat fotografie a kategorie ve Wikimedia Commons podle rejstříkového čísla památky | Nahrát snímek k tomuto tématu do úložiště Wikimedia Commons |                                                       | |

## Dlouhá Lomnice
|  |  | Hledat fotografie a kategorie ve Wikimedia Commons podle rejstříkového čísla památky | Nahrát snímek k tomuto tématu do úložiště Wikimedia Commons |  |

|  | Kategorie „Dlouhá Lomnice 30 “ na Wikimedia Commons | Hledat fotografie a kategorie ve Wikimedia Commons podle rejstříkového čísla památky | Nahrát snímek k tomuto tématu do úložiště Wikimedia Commons |  |

|  |  | Hledat fotografie a kategorie ve Wikimedia Commons podle rejstříkového čísla památky | Nahrát snímek k tomuto tématu do úložiště Wikimedia Commons |  |

## Javorná
| Památka                   | Fotografie                                       | Rejstříkové číslo v ÚSKP                                                             | Sídelní útvar                                               | Poloha                                     | Popis a poznámky |
| ------------------------- | ------------------------------------------------ | ------------------------------------------------------------------------------------ | ----------------------------------------------------------- | ------------------------------------------ | --- |
| Zámek Javorná (Q12024284) | \| \| \| \| \| \|                                | 14901/4-863 Pam. katalog MIS                                                         | Javorná                                                     | Javorná 69 50°8′11″ s. š., 12°56′53″ v. d. | Areál zámku v Javorné je složen ze samotného zámku, kostela sv. Jana Nepomuckého a přilehlé zahrady. Zámek byl postaven v letech 1729 až 1730 ve vrcholně barokním slohu na místě starší tvrze ze 14. století. Památkově chráněno od 18. ledna 1964. |
|                           | Kategorie „Javorná Castle “ na Wikimedia Commons | Hledat fotografie a kategorie ve Wikimedia Commons podle rejstříkového čísla památky | Nahrát snímek k tomuto tématu do úložiště Wikimedia Commons |                                            | |

## Kozlov
| Památka                                    | Fotografie                                                                              | Rejstříkové číslo v ÚSKP                                                             | Sídelní útvar                                               | Poloha                                                       | Popis a poznámky |
| ------------------------------------------ | --------------------------------------------------------------------------------------- | ------------------------------------------------------------------------------------ | ----------------------------------------------------------- | ------------------------------------------------------------ | --- |
| Kostel Nanebevzetí Panny Marie (Q18746275) | \| \| \| \| \| \|                                                                       | 34048/4-923 Pam. katalog MIS                                                         | Kozlov                                                      | st. 37/1, 37/2, pp. 958 50°6′26,86″ s. š., 13°1′30,24″ v. d. | Areál kostela Nanebevzetí Panny Marie je složen ze samotného kostela, márnice, ohradní zdi, schodiště a dvou bran. Kostel byl postaven ve 2. polovině 14. století v gotickém slohu. V roce 1708 byl barokně upraven, gotické jádro však zůstalo zachováno. Památkově chráněno od 11. února 1964. |
|                                            | Kategorie „Church of the Assumption of the Virgin Mary in Kozlov “ na Wikimedia Commons | Hledat fotografie a kategorie ve Wikimedia Commons podle rejstříkového čísla památky | Nahrát snímek k tomuto tématu do úložiště Wikimedia Commons |                                                              | |

## Polom
| Památka              | Fotografie        | Rejstříkové číslo v ÚSKP                                                             | Sídelní útvar                                               | Poloha                                                                                            | Popis a poznámky |
| -------------------- | ----------------- | ------------------------------------------------------------------------------------ | ----------------------------------------------------------- | ------------------------------------------------------------------------------------------------- | --- |
| Tvrziště (Q38050065) | \| \| \| \| \| \| | 40171/4-1004 Pam. katalog MIS                                                        | Polom                                                       | severozápadní strana návsi, pp. 3/1 (část), 5/1 a 5/2 (část) 50°6′58,33″ s. š., 13°5′15,59″ v. d. | Tvrziště, archeologické stopy. Prostorové určení není jednoznačné. Dříve bývala situována při západním okraji vsi, zde nejsou po případném tvrzišti stopy, pouze zanikající úvozové cesty do vsi. Jiná údajná poloha jsou uvedené parcely na severozápadním okraji návsi, severozápadně od rybníka. Nedatovaný evidenční list uváděl tvrziště zčásti zastavěné domkem čp. 14, přičemž na něm měly být zbytky zdiva tvrze, příkop a val byl údajně zčásti zachován. Památkově chráněno od 11. února 1964. |
|                      |                   | Hledat fotografie a kategorie ve Wikimedia Commons podle rejstříkového čísla památky | Nahrát snímek k tomuto tématu do úložiště Wikimedia Commons |                                                                                                   | |

## Sovolusky
| Památka                          | Fotografie                                                           | Rejstříkové číslo v ÚSKP                                                             | Sídelní útvar                                               | Poloha                                     | Popis a poznámky |
| -------------------------------- | -------------------------------------------------------------------- | ------------------------------------------------------------------------------------ | ----------------------------------------------------------- | ------------------------------------------ | --- |
| Kaple svatého Jakuba (Q38135079) | \| \| \| \| \| \|                                                    | 100995 Pam. katalog MIS                                                              | Sovolusky                                                   | st. 15 50°6′5,45″ s. š., 13°3′25,45″ v. d. | Kaple sv. Jakuba. Původně menší kaple z 18. století, která byla v době před rokem 1841 pozdně barokně přestavěna a rozšířena. Drobná sakrální stavba obdélného půdorysu s trojbokým presbytářem a předsíní (původní kaple) s šestibokou zvoničkou. Památkově chráněno od 14. dubna 2004. |
|                                  | Kategorie „Chapel of Saint James in Sovolusky “ na Wikimedia Commons | Hledat fotografie a kategorie ve Wikimedia Commons podle rejstříkového čísla památky | Nahrát snímek k tomuto tématu do úložiště Wikimedia Commons |                                            | |

## Údrč
|  | Kategorie „Church of Saint Leonard (Údrč) “ na Wikimedia Commons | Hledat fotografie a kategorie ve Wikimedia Commons podle rejstříkového čísla památky | Nahrát snímek k tomuto tématu do úložiště Wikimedia Commons |  |

|  |  | Hledat fotografie a kategorie ve Wikimedia Commons podle rejstříkového čísla památky | Nahrát snímek k tomuto tématu do úložiště Wikimedia Commons |  |

|  |  | Hledat fotografie a kategorie ve Wikimedia Commons podle rejstříkového čísla památky | Nahrát snímek k tomuto tématu do úložiště Wikimedia Commons |  |

## Těšetice
|  |  | Hledat fotografie a kategorie ve Wikimedia Commons podle rejstříkového čísla památky | Nahrát snímek k tomuto tématu do úložiště Wikimedia Commons |  |

|  | Kategorie „Těšetice 47 (Bochov) “ na Wikimedia Commons | Hledat fotografie a kategorie ve Wikimedia Commons podle rejstříkového čísla památky | Nahrát snímek k tomuto tématu do úložiště Wikimedia Commons |  |